# The Full Discover Package
The Full Discover Package es un álbum recopilatorio de la banda estadounidense de rock progresivo Kansas y fue publicado por Sony BMG Music Entertainment en el año 2007.
Este disco compilatorio incluye todos los EP de la colección Discover de la agrupación, a excepción de Discover Kansas, el cual fue lanzado en el mismo año.

## Lista de canciones
| Side one |                                    |          |  |
| N.º      | Título                             | Duración |  |
| 1.       | «On the Other Side»                | 3:28     |  |
| 2.       | «Dust in the Wind»                 | 3:28     |  |
| 3.       | «Journey From Mariabornn»          | 7:55     |  |
| 4.       | «What's On My Mind»                | 3:28     |  |
| 5.       | «Mysteries and Mayhem»             | 4:18     |  |
| 6.       | «Song for America»                 | 10:03    |  |
| 7.       | «Fight Fire with Fire»             | 3:40     |  |
| 8.       | «Death of Mother Nature Suite»     | 7:43     |  |
| 9.       | «Portrait (He Knew)»               | 4:38     |  |
| 10.      | «Cheyenne Anthem»                  | 6:55     |  |
| 11.      | «Paradox» (en vivo)                | 4:08     |  |
| 12.      | «The Wall»                         | 4:51     |  |
| 13.      | «Icarus - Borne On Wings of Steel» | 6:03     |  |
| 14.      | «No One Together»                  | 6:58     |  |
| 15.      | «Sparks of the Tempest»            | 4:18     |  |

## Créditos

### Kansas
- Steve Walsh — voz, coros  y teclados (excepto en la canción «Fight Fire with Fire»)
- John Elefante — voz y teclados (en la canción «Fight Fire with Fire»)
- Kerry Livgren — guitarra y teclados
- Robby Steinhardt — voz, coros y violín (excepto en la canción «Fight Fire with Fire»)
- Rich Williams — guitarra
- Dave Hope — bajo
- Phil Ehart — batería

### Músicos adicionales
- Toye LaRocca — coros (en el tema «Cheyenne Anthem»)
- Cheryl Norman — coros (en el tema «Cheyenne Anthem»)
- Terry Brock — coros (en el tema «Fight Fire with Fire»)
- David Pack — coros (en el tema «Fight Fire with Fire»)
- Kyle Henderson — coros (en el tema «Fight Fire with Fire»)